# Nicolás Pasquet
Nicolás Pasquet (* 1958 in Montevideo) ist ein uruguayischer Dirigent und Hochschullehrer.

## Leben
Nicolás Pasquet studierte Violine und Dirigieren zunächst am Nationalkonservatorium in Montevideo und später an der Musikhochschule Stuttgart und der Musikhochschule Nürnberg. Er gewann 1984 und 1986 die Bundesauswahl des Deutschen Musikrates für Dirigenten und 1987 den ersten Preis des Internationalen Wettbewerbs für junge Dirigenten in Besançon.
Von 1993 bis 1996 leitete er das Sinfonieorchester Pécs als Chefdirigent, von 1996 bis 2001 die Neubrandenburger Philharmonie als GMD und Chefdirigent und 2001/2002 als kommissarischer Chefdirigent das Philharmonische Orchester des Landestheaters Coburg. Von 2009 bis 2024 war er Chefdirigent des Landesjugendsinfonieorchesters Hessen. Tourneen und Gastdirigate führten ihn durch Europa, Nord- und Südamerika, Australien und nach Asien.
Pasquet unterrichtete Dirigieren an der Musikhochschule Nürnberg bevor er von 1994 bis zu seiner Emeritierung 2024 als Professor für Orchesterdirigieren an der Hochschule für Musik Franz Liszt Weimar lehrte, wo er von 2006 bis 2014 auch Dekan war. Seit dem Akademiejahr 2024/2025 leitet er eine Klasse für Orchesterdirigieren an der Escuela Superior de Música Reina Sofía in Madrid und übernahm als Nachfolger von Mark Elder den International Chair of Conducting am Royal Northern College of Music in Manchester.

## Auszeichnungen
- 1998: Preis der Lászlo-Lajtha-Stiftung[1] für seine Gesamtaufnahme des symphonischen Werkes von Lászlo Lajtha
- 1998: Béla Bartók-Ditta Pásztory-Preis[1]
- 2024: Hessischer Verdienstorden[2]

## Diskografie (Auswahl)
- Bassoon Concertos from the Courts of Baden and Württemberg. Werke von Lindpaintner, Molter, Kreutzer, Kalliwoda. Mit Albrecht Holder, Fagott; Stuttgarter Philharmoniker (Naxos; 1996)
- Franz Danzi: Bassoon Concertos. Mit Albrecht Holder, Fagott; Neubrandenburger Philharmonie (Naxos; 1999)

- Ernst Wilhelm Wolf: Four Symphonies. Mit dem Franz Liszt Chamber Orchestra Weimar (Naxos; 2005)
- Franz Liszt: Klaviersonate h-moll. Orchesterfassung von Leo Weiner. Mit Olga Kozlova, Klavier; Orchester der Hochschule für Musik Franz Liszt Weimar (CAvi; 2007)
- Pierre Rode: Violin Concertos Nos. 7, 10 and 13. Mit Friedemann Eichhorn, Violine; SWR Radio-Sinfonieorchester Kaiserslautern (Weltersteinspielung, Naxos; 2009)
- Pierre Rode: Violin Concertos Nos. 3, 4 and 6. Mit Friedemann Eichhorn, Violine; Jenaer Philharmonie (Weltersteinspielung, Naxos; 2011)
- Pierre Rode: Violin Concertos Nos. 1, 5 and 9. Mit Friedemann Eichhorn, Violine; Jenaer Philharmonie (Weltersteinspielung, Naxos; 2015)
- Pierre Rode: Violin Concertos Nos. 2 and 8. Mit Friedemann Eichhorn, Violine; Jenaer Philharmonie (Weltersteinspielung, Naxos; 2015)
- Pierre Rode: Violin Concertos Nos. 11 and 12. Mit Friedemann Eichhorn, Violine; Jenaer Philharmonie (Weltersteinspielung, Naxos; 2018)
- 19th Century Guitar. The Art of Romantic Guitar. Mit Friedemann Wuttke, Gitarre; Hungarian Chamber Orchestra Pesc (Profil / Edition Günter Hänssler; 2010)
- László Lajtha: Orchesterwerke. Gesamtaufnahme, 7 CDs. Mit dem Pécs Symphony Orchestra (Marco Polo / Naxos; 1994–2000)
- Richard Strauss: Eine Alpensinfonie, op. 64. Mit dem Landesjugendsinfonieorchester Hessen (2017)[5]
- Gustav Mahler: Sinfonie Nr.5 cis-moll. Mit dem Landesjugendsinfonieorchester Hessen (2018)[6]
- Dmitri Schostakowitsch: Sinfonie Nr.10 e-moll op. 93. Mit dem Landesjugendsinfonieorchester Hessen (2020)[7]
- Antoine Bohrer, Max Bohrer: Grande Symphonie Militaire, Violin Concerto, Cello Concerto. Mit Friedemann Eichhorn, Violine; Alexander Hülshoff, Cello; Jenaer Philharmonie (Naxos; 2024)